# Cicillón
Cicillón (llamada oficialmente Santiago de Cicillón) es una parroquia española del municipio de Taboada, en la provincia de Lugo, Galicia.

## Organización territorial
La parroquia está formada por siete entidades de población:
- Cargas (As Cargas)
- Hermida (Ermida)
- Lagoa (A Lagoa)
- Nogueira (Nogueira de Asma)
- Ouriz
- Vidás
- Vilaresmo

## Demografía
| Gráfica de evolución demográfica de Cicillón entre 2000 y 2021 |
|                                                                |
| Datos según el nomenclátor publicado por el INE.               |